# 1. Fussballclub Heidenheim 1846 2013-2014
Questa voce raccoglie le informazioni riguardanti il 1. Fussballclub Heidenheim 1846 nelle competizioni ufficiali della stagione 2013-2014.

## Stagione
Nella stagione 2013-2014 l'Heidenheim, allenato da Frank Schmidt, concluse il campionato di 3. Liga al 1º posto e fu promosso in 2. Bundesliga. In Coppa di Germania l'Heidenheim fu eliminato al primo turno dal Monaco 1860.

## Rosa
| N. |                     | Ruolo | Calciatore           |
| -- | ------------------- | ----- | -------------------- |
| 1  | Germania (bandiera) | P     | Erol Sabanov         |
| 2  | Germania (bandiera) | D     | Ingo Feistle         |
| 4  | Germania (bandiera) | D     | Dennis Malura        |
| 5  | Germania (bandiera) | D     | Mathias Wittek       |
| 6  | Germania (bandiera) | C     | Julius Reinhardt     |
| 7  | Germania (bandiera) | C     | Marc Schnatterer     |
| 8  | Germania (bandiera) | D     | Philip Heise         |
| 9  | Francia (bandiera)  | A     | Smail Morabit        |
| 10 | Germania (bandiera) | C     | Sven Sökler          |
| 11 | Germania (bandiera) | A     | Patrick Mayer        |
| 13 | Germania (bandiera) | C     | Christian Sauter     |
| 14 | Italia (bandiera)   | D     | Maurizio Scioscia    |
| 16 | Germania (bandiera) | D     | Tim Göhlert          |
| 17 | Germania (bandiera) | A     | Bastian Heidenfelder |

| N. |                     | Ruolo | Calciatore            |
| -- | ------------------- | ----- | --------------------- |
| 18 | Germania (bandiera) | C     | Sebastian Griesbeck   |
| 19 | Germania (bandiera) | D     | Daniel Vier           |
| 20 | Germania (bandiera) | C     | Alper Bagceci         |
| 22 | Germania (bandiera) | D     | Marc Endres           |
| 23 | Germania (bandiera) | C     | Michael Deutsche      |
| 24 | Germania (bandiera) | P     | Philipp Pless         |
| 25 | Germania (bandiera) | P     | Felix-Adrian Körber   |
| 26 | Germania (bandiera) | C     | Marcel Titsch-Rivero  |
| 27 | Germania (bandiera) | A     | Michael Thurk         |
| 29 | Germania (bandiera) | D     | Robert Strauß         |
| 31 | Germania (bandiera) | A     | Florian Niederlechner |
| 33 | Germania (bandiera) | D     | Timo Beermann         |
| 34 | Germania (bandiera) | P     | Rouven Sattelmaier    |

## Organigramma societario
Area tecnica
- Allenatore: Frank Schmidt
- Allenatore in seconda: Alexander Raaf
- Preparatore dei portieri: Bernd Weng
- Preparatori atletici: Robert Wohlrab

## Calciomercato

### Sessione estiva
| Acquisti | Acquisti            | Acquisti          | Acquisti |
| R.       | Nome                | da                | Modalità |
| -------- | ------------------- | ----------------- | -------- |
| A        | Smail Morabit       | Bochum            |          |
| D        | Timo Beermann       | Osnabrück         |          |
| C        | Sebastian Griesbeck | Ulma              |          |
| D        | Philip Heise        | Preußen Münster   |          |
| D        | Lukas Kohler        | Saarbrücken       |          |
| C        | Julius Reinhardt    | Kickers Offenbach |          |
| C        | Sven Sökler         | Saarbrücken       |          |

| Cessioni | Cessioni             | Cessioni       | Cessioni |
| R.       | Nome                 | a              | Modalità |
| -------- | -------------------- | -------------- | -------- |
| A        | Andreas Spann        | Osnabrück      |          |
| A        | Bastian Heidenfelder | Heidenheim II  |          |
| D        | Kevin Kraus          | Greuther Fürth |          |
| A        | Marco Sailer         | Darmstadt      |          |
| C        | Sandro Sirigu        | Darmstadt      |          |

### Sessione invernale
| Acquisti | Acquisti    | Acquisti     | Acquisti |
| R.       | Nome        | da           | Modalità |
| -------- | ----------- | ------------ | -------- |
| D        | Daniel Vier | Stoccarda II |          |

| Cessioni | Cessioni      | Cessioni    | Cessioni |
| R.       | Nome          | a           | Modalità |
| -------- | ------------- | ----------- | -------- |
| D        | Florian Krebs | Osnabrück   |          |
| D        | Lukas Kohler  | Saarbrücken |          |

## Risultati

### 3. Liga

#### Girone di andata
| Arbitro: | Stegemann |

|  |           |               |
|  | Marcatori | 76’ Griesbeck |

| Arbitro: | Thomsen |

|                               |           |                                |
| Niederlechner 13’ Göhlert 66’ | Marcatori | 40’ (rig.) Neunaber 82’ Müller |

| Arbitro: | Alt |

|  |           |                            |
|  | Marcatori | 1’ Niederlechner 73’ Krebs |

| Arbitro: | Ittrich |

|                                                          |           |  |
| Schnatterer 23’ Nyarko 68’ (aut.) Sökler 76’ Morabit 79’ | Marcatori |  |

| Arbitro: | Hartmann |

|           |           |  |
| Ivana 46’ | Marcatori |  |

| Arbitro: | Kinhöfer |

|                                    |           |  |
| Schnatterer 68’ (rig.), 83’ (rig.) | Marcatori |  |

| Arbitro: | Aarnink |

|                            |           |                                                |
| Hoffmann 51’ Rathgeber 84’ | Marcatori | 25’ Niederlechner 28’ Titsch-Rivero 56’ Sökler |

| Arbitro: | Zwayer |

|                            |           |  |
| Sökler 51’ Schnatterer 59’ | Marcatori |  |

| Arbitro: | Brand |

|  |           |                   |
|  | Marcatori | 17’ Titsch-Rivero |

| Arbitro: | Siebert |

|                         |           |            |
| Morabit 65’ Bagceci 86’ | Marcatori | 47’ Taylor |

| Arbitro: | Storks |

|                       |           |                             |
| Thee 50’ Pflügler 90’ | Marcatori | 54’ Niederlechner 74’ Thurk |

| Arbitro: | Drees |

|  |           |                      |
|  | Marcatori | 62’ Frahn 77’ Kaiser |

| Arbitro: | Winkmann |

|            |           |                             |
| Öztürk 39’ | Marcatori | 11’ Schnatterer 79’ Göhlert |

| Heidenheim an der Brenz 26 ottobre 2013, ore 14:00 CEST 14ª giornata | Heidenheim | 0 – 0 referto | Wehen Wiesbaden | Voith-Arena (8 000 spett.)\| Arbitro: \| Dietz \| |
| Arbitro:                                                             | Dietz      |               |                 |                                                   |

| Arbitro: | Steinhaus-Webb |

|  |           |             |
|  | Marcatori | 57’ Morabit |

| Arbitro: | Schriever |

|                 |           |  |
| Groß 49’ (aut.) | Marcatori |  |

| Arbitro: | Aarnink |

|  |           |                                       |
|  | Marcatori | 14’ Schnatterer 48’ Mayer 75’ Morabit |

| Arbitro: | Bandurski |

|                       |           |  |
| Mayer 36’ Morabit 84’ | Marcatori |  |

| Arbitro: | Thomsen |

|  |           |                                  |
|  | Marcatori | 20’, 31’ Mayer 68’ Niederlechner |

#### Girone di ritorno
| Arbitro: | Osmers |

|                                  |           |                       |
| Schnatterer 43’ Mayer 71’ (rig.) | Marcatori | 4’ Zoundi 90’ Onuegbu |

| Ratisbona 14 dicembre 2013, ore 14:00 CET 20ª giornata | Jahn Ratisbona | 0 – 0 referto | Heidenheim | Jahnstadion (3 100 spett.)\| Arbitro: \| Heft \| |
| Arbitro:                                               | Heft           |               |            |                                                  |

| Arbitro: | Cortus |

|                                  |           |  |
| Schnatterer 21’, 75’ (rig.), 77’ | Marcatori |  |

| Arbitro: | Kempter |

|  |           |                                     |
|  | Marcatori | 14’ Göhlert 19’ Bagceci 84’ Morabit |

| Arbitro: | Brych |

|             |           |          |
| Morabit 14’ | Marcatori | 76’ Sulu |

| Arbitro: | Aytekin |

|  |           |              |
|  | Marcatori | 8’ Reinhardt |

| Arbitro: | Weiner |

|                                      |           |               |
| Schnatterer 26’ (rig.) Reinhardt 67’ | Marcatori | 71’ Reisinger |

| Arbitro: | Zwayer |

|                                         |           |                                         |
| Soriano 9’ Leutenecker 48’ Marchese 53’ | Marcatori | 56’ Göhlert 58’ Niederlechner 66’ Thurk |

| Heidenheim an der Brenz 8 marzo 2014, ore 14:00 CET 28ª giornata | Heidenheim | 0 – 0 referto | Hallescher | Voith-Arena (8 200 spett.)\| Arbitro: \| Stein \| |
| Arbitro:                                                         | Stein      |               |            |                                                   |

| Arbitro: | Alt |

|                  |           |  |
| Schmidt 19’, 25’ | Marcatori |  |

| Arbitro: | Schröder |

|                 |           |  |
| Schnatterer 58’ | Marcatori |  |

| Arbitro: | Aarnink |

|             |           |            |
| Poulsen 44’ | Marcatori | 72’ Wittek |

| Arbitro: | Heft |

|                           |           |                             |
| Schnatterer 58’ Mayer 63’ | Marcatori | 38’ (rig.) Pfingsten-Reddig |

| Arbitro: | Unger |

|  |           |             |
|  | Marcatori | 45’ Morabit |

| Arbitro: | Mix |

|                                           |           |  |
| Heise 59’ Bagceci 64’ Vendelbo 88’ (aut.) | Marcatori |  |

| Arbitro: | Badstübner |

|        |           |           |
| Luz 1’ | Marcatori | 52’ Heise |

| Arbitro: | Alt |

|  |           |               |
|  | Marcatori | 48’ Baumgartl |

| Arbitro: | Göpferich |

|            |           |  |
| Dercho 67’ | Marcatori |  |

| Arbitro: | Wingenbach |

|                               |           |  |
| Niederlechner 19’ Morabit 31’ | Marcatori |  |

### Coppa di Germania
| Arbitro: | Osmers |

|                                             |                      |                                |
| Göhlert 90’                                 | Marcatori            | 50’ Stoppelkamp                |
| Krebs Schnatterer Mayer Niederlechner Heise | Tiri di rigore 3 – 4 | Lauth Stark Adlung Stoppelkamp |

## Statistiche

### Statistiche di squadra
| Competizione      | Punti | In casa | In casa | In casa | In casa | In casa | In casa | In trasferta | In trasferta | In trasferta | In trasferta | In trasferta | In trasferta | Totale | Totale | Totale | Totale | Totale | Totale | DR  |
| Competizione      | Punti | G       | V       | N       | P       | Gf      | Gs      | G            | V            | N            | P            | Gf           | Gs           | G      | V      | N      | P      | Gf     | Gs     | DR  |
| ----------------- | ----- | ------- | ------- | ------- | ------- | ------- | ------- | ------------ | ------------ | ------------ | ------------ | ------------ | ------------ | ------ | ------ | ------ | ------ | ------ | ------ | --- |
| 3. Liga           | 79    | 19      | 12      | 5       | 2       | 31      | 11      | 19           | 11           | 5            | 3            | 28           | 14           | 38     | 23     | 10     | 5      | 59     | 25     | +34 |
| Coppa di Germania | -     | 1       | 0       | 1       | 0       | 1       | 1       | 0            | 0            | 0            | 0            | 0            | 0            | 1      | 0      | 1      | 0      | 1      | 1      | 0   |
| Totale            | 79    | 20      | 12      | 6       | 2       | 32      | 12      | 19           | 11           | 5            | 3            | 28           | 14           | 39     | 23     | 11     | 5      | 60     | 26     | +34 |

### Andamento in campionato
| Giornata  | 1 | 2 | 3 | 4 | 5 | 6 | 7 | 8 | 9 | 10 | 11 | 12 | 13 | 14 | 15 | 16 | 17 | 18 | 19 | 20 | 21 | 22 | 23 | 24 | 25 | 26 | 27 | 28 | 29 | 30 | 31 | 32 | 33 | 34 | 35 | 36 | 37 | 38 |
| --------- | - | - | - | - | - | - | - | - | - | -- | -- | -- | -- | -- | -- | -- | -- | -- | -- | -- | -- | -- | -- | -- | -- | -- | -- | -- | -- | -- | -- | -- | -- | -- | -- | -- | -- | -- |
| Luogo     | T | C | T | C | T | C | T | C | T | C  | T  | C  | T  | C  | T  | C  | T  | C  | T  | C  | T  | C  | T  | C  | T  | C  | T  | C  | T  | C  | T  | C  | T  | C  | T  | C  | T  | C  |
| Risultato | V | N | V | V | P | V | V | V | V | V  | N  | P  | V  | N  | V  | V  | V  | V  | V  | N  | N  | V  | V  | N  | V  | V  | N  | N  | P  | V  | N  | V  | V  | V  | N  | P  | P  | V  |
| Posizione | 4 | 6 | 4 | 1 | 4 | 3 | 1 | 1 | 1 | 1  | 1  | 1  | 1  | 1  | 1  | 1  | 1  | 1  | 1  | 1  | 1  | 1  | 1  | 1  | 1  | 1  | 1  | 1  | 1  | 1  | 1  | 1  | 1  | 1  | 1  | 1  | 1  | 1  |

Legenda:

Luogo: C = Casa; T = Trasferta. Risultato: V = Vittoria; N = Pareggio; P = Sconfitta.

### Statistiche dei giocatori
!! colspan="4" | Totale

| Giocatore        | 3. Liga  | 3. Liga | 3. Liga     | 3. Liga    | Coppa di Germania A. Bagceci | Coppa di Germania A. Bagceci | Coppa di Germania A. Bagceci | Coppa di Germania A. Bagceci | 30       | 3    | 6           | 0          | 1 | 0 | 1 | 0 | 31 | 3 | 7 | 0 |
| Giocatore        | Presenze | Reti    | Ammonizioni | Espulsioni | Presenze                     | Reti                         | Ammonizioni                  | Espulsioni                   | Presenze | Reti | Ammonizioni | Espulsioni |   |   |   |   |    |   |   |   |
| T. Beermann      | 0        | 0       | 0           | 0          | 0                            | 0                            | 0                            | 0                            | 0        | 0    | 0           | 0          |   |   |   |   |    |   |   |   |
| M. Deutsche      | 2        | 0       | 0           | 0          | 0                            | 0                            | 0                            | 0                            | 2        | 0    | 0           | 0          |   |   |   |   |    |   |   |   |
| M. Endres        | 7        | 0       | 0           | 0          | 0                            | 0                            | 0                            | 0                            | 7        | 0    | 0           | 0          |   |   |   |   |    |   |   |   |
| I. Feistle       | 1        | 0       | 0           | 0          | 1                            | 0                            | 0                            | 0                            | 2        | 0    | 0           | 0          |   |   |   |   |    |   |   |   |
| S. Griesbeck     | 37       | 1       | 6           | 0          | 1                            | 0                            | 0                            | 0                            | 38       | 1    | 6           | 0          |   |   |   |   |    |   |   |   |
| T. Göhlert       | 36       | 4       | 8           | 0          | 1                            | 1                            | 0                            | 0                            | 37       | 5    | 8           | 0          |   |   |   |   |    |   |   |   |
| B. Heidenfelder  | 2        | 0       | 0           | 0          | 0                            | 0                            | 0                            | 0                            | 2        | 0    | 0           | 0          |   |   |   |   |    |   |   |   |
| P. Heise         | 38       | 2       | 4           | 0          | 1                            | 0                            | 0                            | 0                            | 39       | 2    | 4           | 0          |   |   |   |   |    |   |   |   |
| L. Kohler        | 0        | 0       | 0           | 0          | 0                            | 0                            | 0                            | 0                            | 0        | 0    | 0           | 0          |   |   |   |   |    |   |   |   |
| F. Krebs         | 7        | 1       | 0           | 0          | 1                            | 0                            | 0                            | 0                            | 8        | 1    | 0           | 0          |   |   |   |   |    |   |   |   |
| F. Körber        | 1        | 0       | 0           | 0          | 0                            | 0                            | 0                            | 0                            | 1        | 0    | 0           | 0          |   |   |   |   |    |   |   |   |
| D. Malura        | 26       | 0       | 1           | 1          | 1                            | 0                            | 0                            | 0                            | 27       | 0    | 1           | 1          |   |   |   |   |    |   |   |   |
| P. Mayer         | 18       | 6       | 1           | 0          | 1                            | 0                            | 0                            | 0                            | 19       | 6    | 1           | 0          |   |   |   |   |    |   |   |   |
| S. Morabit       | 30       | 9       | 5           | 0          | 0                            | 0                            | 0                            | 0                            | 30       | 9    | 5           | 0          |   |   |   |   |    |   |   |   |
| F. Niederlechner | 31       | 7       | 3           | 0          | 1                            | 0                            | 0                            | 0                            | 32       | 7    | 3           | 0          |   |   |   |   |    |   |   |   |
| P. Pless         | 0        | 0       | 0           | 0          | 0                            | 0                            | 0                            | 0                            | 0        | 0    | 0           | 0          |   |   |   |   |    |   |   |   |
| J. Reinhardt     | 34       | 2       | 3           | 0          | 1                            | 0                            | 1                            | 0                            | 35       | 2    | 4           | 0          |   |   |   |   |    |   |   |   |
| E. Sabanov       | 32       | 0       | 1           | 0          | 0                            | 0                            | 0                            | 0                            | 32       | 0    | 1           | 0          |   |   |   |   |    |   |   |   |
| R. Sattelmaier   | 6        | 0       | 1           | 0          | 1                            | 0                            | 0                            | 0                            | 7        | 0    | 1           | 0          |   |   |   |   |    |   |   |   |
| C. Sauter        | 9        | 0       | 2           | 0          | 0                            | 0                            | 0                            | 0                            | 9        | 0    | 2           | 0          |   |   |   |   |    |   |   |   |
| M. Schnatterer   | 38       | 13      | 3           | 0          | 1                            | 0                            | 1                            | 0                            | 39       | 13   | 4           | 0          |   |   |   |   |    |   |   |   |
| M. Scioscia      | 0        | 0       | 0           | 0          | 0                            | 0                            | 0                            | 0                            | 0        | 0    | 0           | 0          |   |   |   |   |    |   |   |   |
| R. Strauß        | 32       | 0       | 2           | 0          | 0                            | 0                            | 0                            | 0                            | 32       | 0    | 2           | 0          |   |   |   |   |    |   |   |   |
| S. Sökler        | 30       | 3       | 1           | 0          | 1                            | 0                            | 0                            | 0                            | 31       | 3    | 1           | 0          |   |   |   |   |    |   |   |   |
| M. Thurk         | 23       | 2       | 0           | 1          | 0                            | 0                            | 0                            | 0                            | 23       | 2    | 0           | 1          |   |   |   |   |    |   |   |   |
| M. Titsch-Rivero | 20       | 2       | 4           | 0          | 0                            | 0                            | 0                            | 0                            | 20       | 2    | 4           | 0          |   |   |   |   |    |   |   |   |
| D. Vier          | 5        | 0       | 0           | 1          | 0                            | 0                            | 0                            | 0                            | 5        | 0    | 0           | 1          |   |   |   |   |    |   |   |   |
| M. Wittek        | 35       | 1       | 8           | 0          | 1                            | 0                            | 0                            | 0                            | 36       | 1    | 8           | 0          |   |   |   |   |    |   |   |   |